# هنری مارتین
هنری مارتین (به انگلیسی: Henry Martin) زادهٔ ۵ دسامبر ۱۸۹۱ بازیکن فوتبال اهل انگلستان بود که سابقهٔ بازی در تیم ملی فوتبال انگلستان را در کارنامهٔ خود دارد. وی در تاریخ ۱۴ فوریه ۱۹۱۴ تنها بازی ملی خود را در مقابل تیم ملی فوتبال ایرلند انجام داد.